# TECH Global University
TECH Global University ist ein Zusammenschluss privater Universitäten mit internationalem und digitalem Charakter, der eigene und offizielle Bachelor-, Master- und Aufbaustudiengänge online anbietet. Sie verfügt über den größten Universitätskatalog der Welt mit insgesamt mehr als 14.000 Hochschulprogrammen, die in 11 verschiedenen Sprachen unterrichtet werden, darunter Bachelorstudiengänge, Promotionen, Blended-learning-Masterstudiengänge und Masterstudiengänge. Sie ist als Online-Universität in 150 Ländern weltweit tätig.

## Geschichte
Die TECH Global University wurde 2005 von einem Team von Fachleuten und Akademikern im Bereich der Hochschulbildung in Europa gegründet. Aufgrund ihres digitalen Charakters ist ihr Bildungsangebot auf eine vollständige Online-Umgebung ausgerichtet, wobei eine Methodik zum Einsatz kommt, die sich von traditionellen Denkweisen entfernt. Die Einrichtung ist als internationales Cluster privater digitaler Universitäten organisiert, die sich auf Weiterbildung und postgraduale Ausbildung konzentrieren. Diese Gruppe wird von Tech Education Rights & Technologies SL geleitet, einem
Technologieunternehmen in spanischem Besitz.
Die Muttergesellschaft von TECH wurde von der Financial Times als eines der 200 am schnellsten wachsenden Unternehmen in Europa in den Jahren 2017 und 2018 ausgezeichnet.
Im Februar 2019 schloss die Universität eine strategische Vereinbarung mit Harvard Business Publishing und wurde damit zur ersten Online-Universität, die Fälle der Harvard Business School in ihr akademisches Angebot aufnahm.
Seit 2020 hat das Forbes-Magazin TECH mehrere Jahre in Folge als „die beste digitale Universität der Welt“ ausgezeichnet.
Im Februar 2022 unterzeichnete die Universität eine mehrjährige Vereinbarung mit der National Basketball Association und wurde damit zur offiziellen Online-Universität der NBA.
Im Jahr 2023 erhielt TECH den Status eines Google Partner Premier, eine Auszeichnung, die an die besten 3 % der Unternehmen weltweit vergeben wird.
Derzeit ist TECH eine offizielle Universität in Spanien, Andorra, Mexiko, Costa Rica, Tansania und Marokko.

## Fakultäten und Hochschulen
Die Einrichtung vertreibt ihre Bildungsprogramme über zwanzig Online-Fakultäten und zwei
Graduiertenschulen.
- Fakultät für Sportwissenschaften
- Fakultät für Rechtswissenschaften
- Fakultät für Design
- Fakultät für Bildung
- Fakultät für Krankenpflege
- Sprachschule
- Wirtschaftsschule
- Fakultät für Pharmazie
- Fakultät für Physiotherapie
- Fakultät für Geisteswissenschaften
- Fakultät für Informatik
- Fakultät für Ingenieurwissenschaften
- Fakultät für Künstliche Intelligenz
- Fakultät für Medizin
- Fakultät für Ernährung
- Fakultät für Zahnmedizin
- Fakultät für Journalismus und Kommunikation
- Fakultät für Psychologie
- Fakultät für Veterinärmedizin
- Fakultät für Videospiele

## Methodik
Die Universität verwendet das Relearning-System als Lernmethode, das auf der gezielten Wiederholung der wichtigsten Konzepte beruht. Es handelt sich um ein System des zeitlich wiederholten Lernens, das vom Studenten selbst verwaltet und von einem professionellen Dozenten geleitet wird, mit dem Ziel, dass der Student die von dem deutschen Psychologen Hermann Ebbinghaus aufgestellte Vergessenskurve überwindet.
Relearning wird mit den Harvard Business School Cases kombiniert, nachdem eine Vereinbarung mit Harvard Business Publishing getroffen wurde, dieses Material zusammen mit anderen didaktischen Ressourcen, einschließlich Online-Simulationen, technischen Aufzeichnungen oder aktuellen Wirtschaftsartikeln, einzubinden.

## Unterricht
Die TECH Global University verfügt über einen Lehrkörper von mehr als 6000 internationalen Dozenten. Professoren, Forscher und Führungskräfte multinationaler Unternehmen, darunter Isaiah Covington, Leistungstrainer der Boston Celtics, Magda Romanska, leitende Forscherin am Harvard MetaLAB, Ignacio Wistumba, Vorsitzender der Abteilung für translationale Molekularpathologie am MD Anderson Cancer Center und D. W. Pine, Kreativdirektor des TIME Magazine.
Die Beschäftigungsfähigkeit der Absolventen im ersten Jahr nach Abschluss des Studiums liegt bei 99 %.

## Strategische Partnerschaften
TECH hat strategische Partnerschaften mit Organisationen, Unternehmen und Universitäten aufgebaut, um eine an die Bedürfnisse des beruflichen Umfelds angepasste Bildungsqualität anzubieten. Zu diesen Kooperationen gehört ein Abkommen mit der Grupo HM Hospitales, durch das das weltweit größte Zentrum für Berufsausbildung gegründet wurde. Dieses Abkommen ermöglicht es den Studierenden, auf 38 Studiengänge des mittleren und höheren Grades in Bereichen wie Gesundheit oder Soziokulturelle Dienste und Gemeinschaftsdienste zuzugreifen, die durch digitales Lernen angeboten werden. Zudem garantiert dieses Abkommen den Studierenden hochkarätige Praxisaufenthalte im Netzwerk der HM Krankenhäuser, die als eine der besten Gesundheitseinrichtungen Spaniens gelten.
Sie hat auch Vereinbarungen mit internationalen Organisationen wie der National Basketball Association und der Harvard Business Publishing getroffen. Darüber hinaus wurden Kooperationsvereinbarungen mit anderen Universitäten geschlossen. Dies alles mit dem Ziel, die Reichweite zu erweitern und das akademische Angebot weiter zu stärken:
- Universidad FUNDEPOS – Costa Rica
- Université Euromed de Fès (UEMF) – Marokko
- Ruaha Catholic University (RUCU) – Tansania

## Standorte
TECH bietet international Studiengänge im Bachelor-, Vor- und Postgraduiertenbereich in einem Online-Format an. Daher verfügt die Universität über verschiedene Standorte in mehreren Ländern, um den Studierenden bei Bedarf auch vor Ort Unterstützung zu bieten. Von diesen Einrichtungen aus führt die Universität Verwaltungs-, Lehr- und institutionelle Managementaufgaben durch und beschäftigt mehr als 1800 Personen in verschiedenen Ländern. Die Standorte der Universität befinden sich an folgenden Adressen:
- Teneriffa (Spanien)
- Madrid (Spanien)
- Valencia (Spanien)
- Mexiko-Stadt (Mexiko)
- Andorra la Vella (Andorra)
- Buenos Aires (Argentinien)
- Bogotá (Kolumbien)
- Perugia (Italien)
- Makati (Philippinen)
- Pune (Indien)
- Tanger (Marokko)
- San José (Costa Rica)

## TECH-Sprachschule
Die Bildungsgruppe verfügt über die größte Online-Sprachschule der Welt und bietet  Kurse, individuelle und Gruppen-Online-Stunden sowie Prüfungen an, die für alle Niveaustufen des Gemeinsame europäische Referenzrahmen für Sprachen (A1, A2, B1, B2, C1 und C2) in Deutsch, Chinesisch, Spanisch, Französisch, Englisch, Italienisch, Portugiesisch und Russisch konzipiert sind.  Darüber hinaus bietet TECH Masterstudiengänge in verschiedenen sprachlichen Bereichen aus, mit spezialisierten Schwerpunkten in Medizin, Pflege, Recht und Wirtschaft. Es bietet auch eine Vielzahl von weiterführenden Programmen an, darunter, Masterstudiengänge, Universitätsexperten und Universitätskurse, die sich alle auf den Sprachunterricht sowie auf Übersetzung und Dolmetschen konzentrieren.

## Anerkennung
Ein an der TECH erworbener Master oder Ph.D.  ist in Deutschland, ebenso wie in Österreich, prinzipiell in der verliehenen Originalform führbar und als postgraduale Weiterbildung anerkannt. Wurde ein solch weiterbildender Hochschulgrad durch die TECH verliehen, so darf dieser als  M.Sc. / M.A. / Ph.D (Dr.) abgekürzt und unter Angabe der verleihenden Hochschule z. B. als „Max Mustermann, M.A. (TECH)“ gesetzlich geführt werden. In Österreich sind die entsprechenden Hochschulgrade auch im Ausweis eintragungsfähig.